# Loni Klettl
Loni Klettl (Lamont, 8 settembre 1959) è un'ex sciatrice alpina canadese.

## Biografia
Discesista pura, la Klettl ottenne due piazzamenti in Coppa del Mondo, il 2 marzo 1979 a Lake Placid (16ª) e il 5 dicembre dello stesso anno a Val-d'Isère (15ª); ai XIII Giochi olimpici invernali di Lake Placid 1980, sua unica presenza olimpica, si classificò al 13º posto, suo ultimo risultato agonistico.

## Palmarès

### Coppa del Mondo
- Miglior piazzamento in classifica generale: 63ª nel 1979

### Campionati canadesi
- 1 oro (discesa libera nel 1979)[senza fonte]